# Ronde van Frankrijk 2011
De 98e editie van de Ronde van Frankrijk werd verreden van 2 tot en met 24 juli 2011. Na de start op het Franse eiland Noirmoutier werd tegen de klok in door voornamelijk het westen en zuiden van Frankrijk gereden om uiteindelijk op 24 juli te eindigen in de hoofdstad Parijs. De wedstrijd is onderdeel van de eerste editie van de UCI World Tour.
Cadel Evans won als eerste Australiër de Tour, terwijl de Luxemburgse gebroeders Schleck, respectievelijk Andy en Fränk, de top 3 vervolledigden. Dit vormde eveneens een unicum in de Tourgeschiedenis.

## Parcours

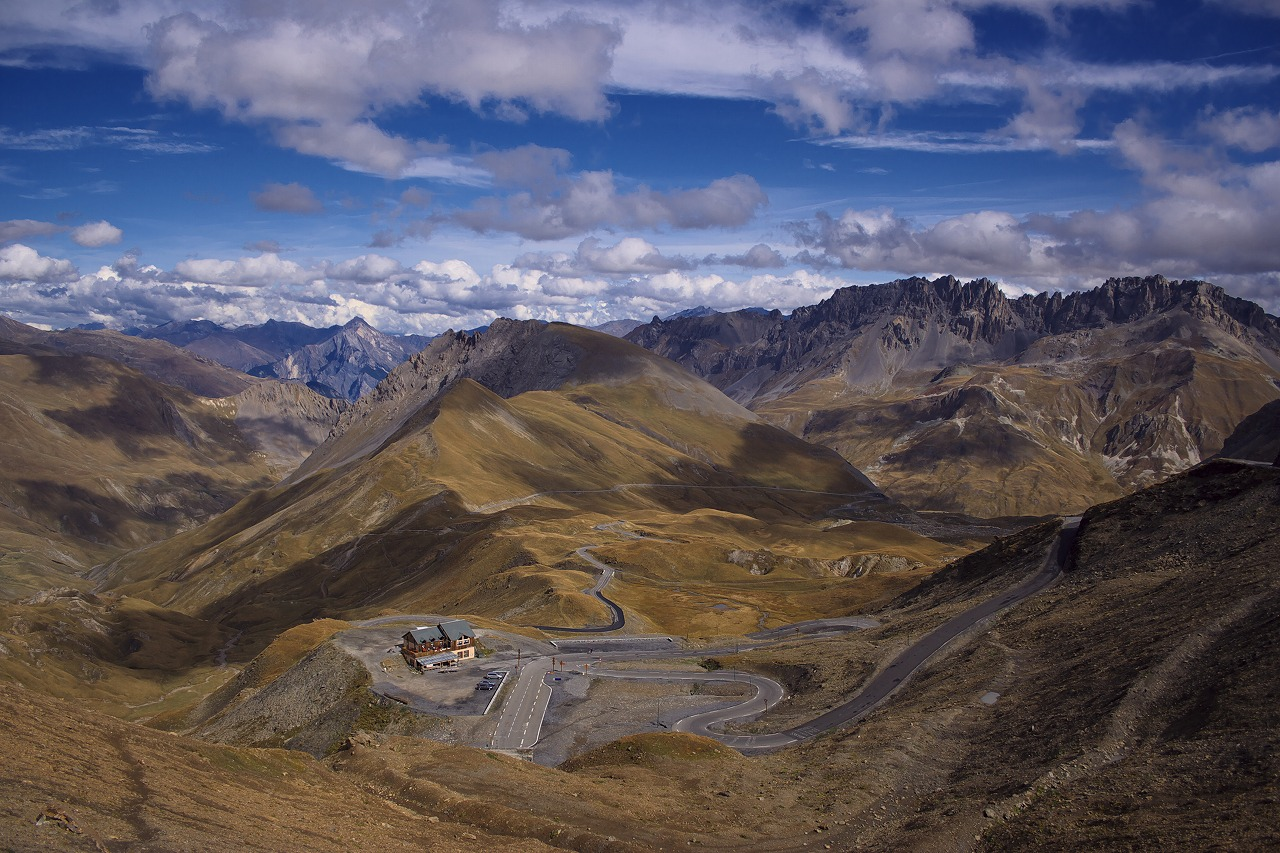
De Col du Galibier werd tweemaal beklommen. De eerste keer was het de locatie van de hoogste aankomst in de Tourgeschiedenis.

Deze editie van de Ronde van Frankrijk was vooral geschikt voor de betere klimmers: er waren vier aankomsten bergop en van de totale lengte van 3.430,5 kilometer werd slechts 64 kilometer verreden in tijdritten, inclusief een 23 kilometer lange ploegentijdrit. Een deel van de route werd verreden op Italiaanse bodem.
De start op 2 juli 2011 vond plaats op het eiland Noirmoutier, waarna de renners via de beruchte Passage du Gois het vasteland bereikten. De ronde had dus net als in 2008, toen de Tour in Brest startte, geen traditionele openingstijdrit. De eerste etappe had aankomst op de 232 meter hoge Mont des Alouettes in Herbiers.
Na de eerste rit werden nog een ploegentijdrit en een vlakke etappe verreden in de Vendée. Na een reeks vlakke en heuvelachtige etappes trok het peloton de Pyreneeën in; de twaalfde etappe, met finish bergop in Luz-Ardiden, was de eerste van drie bergetappes door dit gebergte. Het zwaartepunt lag echter in de Alpen, waar eveneens drie bergetappes werden verreden, waaronder een met aankomst op de Col du Galibier - de hoogste aankomst in de Tourgeschiedenis. Een dag later werd de Galibier opnieuw beklommen, op weg naar Alpe d'Huez. Na de Alpenetappes volgde nog een individuele tijdrit rond Grenoble, alvorens de 21e en laatste etappe het peloton naar de Avenue des Champs-Élysées in Parijs voerde.
Vanuit het peloton werd er in de eerste dagen veel kritiek geuit op het parcours, met name omdat er veel te kleine en te smalle wegen werd bereden. Dit in combinatie met de vele bochten in de stukken zorgde al voor veel valpartijen en een aantal titelkandidaten hebben hierdoor al vroeg in de wedstrijd flink wat achterstand opgelopen. Enkele titelkandidaten hebben hierdoor zelfs op moeten geven.

## Startlijst
Naast de achttien teams van de World Tour stonden er vier Franse continentale teams aan de start.
| 18 UCI World Tour-ploegen | 18 UCI World Tour-ploegen | 18 UCI World Tour-ploegen | 4 wildcards                 |
| ------------------------- | ------------------------- | ------------------------- | --------------------------- |
| AG2R-La Mondiale          | Team Katjoesja            | Quick Step                | Cofidis, le crédit en ligne |
| Pro Team Astana           | Lampre-ISD                | Rabobank                  | Française des Jeux          |
| BMC Racing Team           | Team Leopard-Trek         | Team RadioShack           | Saur-Sojasun                |
| Euskaltel-Euskadi         | Liquigas-Cannondale       | Saxo Bank-Sungard         | Team Europcar               |
| Team Garmin-Cervélo       | Team Movistar             | Sky ProCycling            |                             |
| Team HTC-High Road        | Omega Pharma-Lotto        | Vacansoleil-DCM           |                             |

## Verloop

### Eerste week

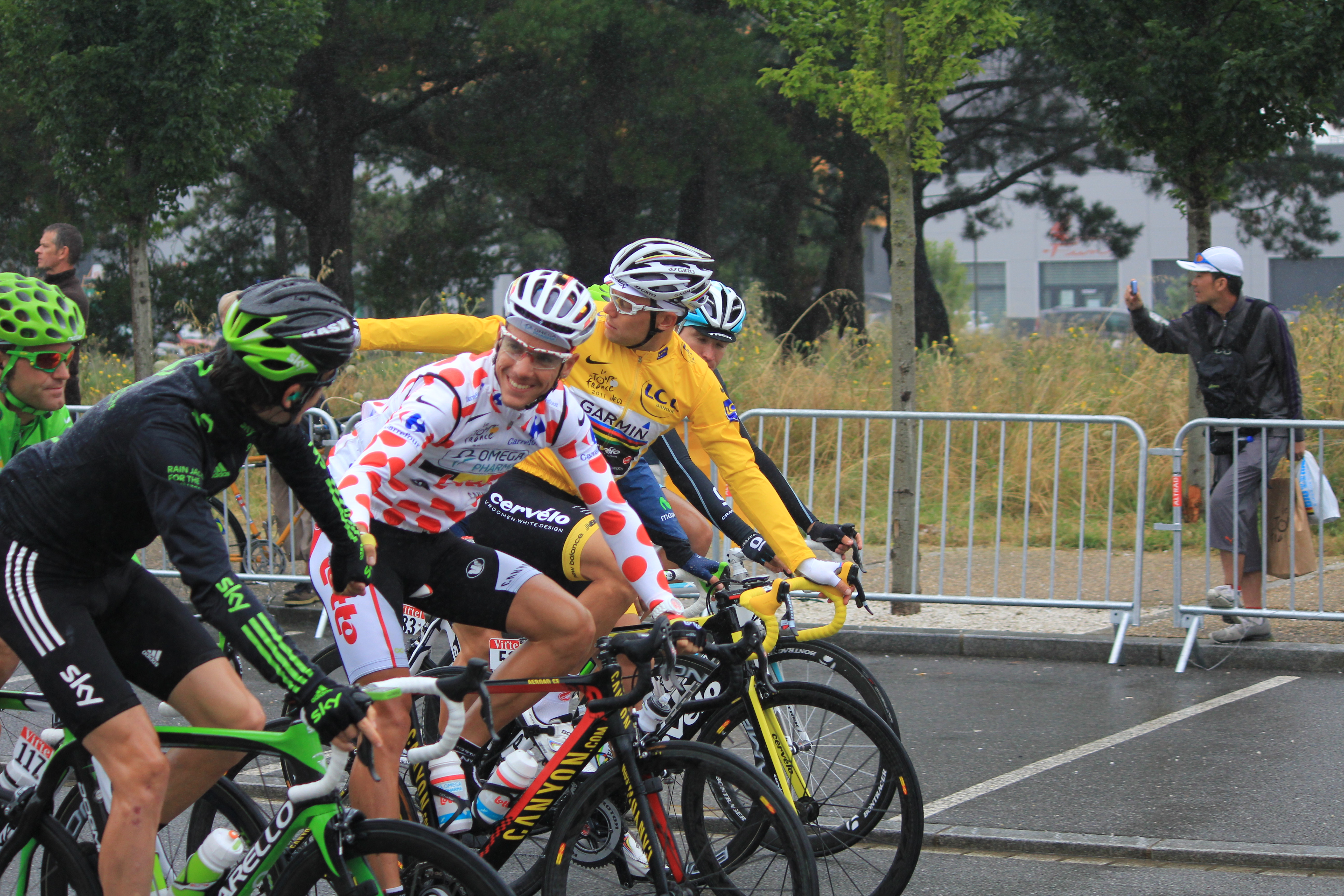
Rojas (groene trui, uiterst links), Gilbert (bolletjestrui) en Hushovd (gele trui) tijdens de vierde etappe

De eerste etappe was tijdens deze editie geen tijdrit, maar een rit in lijn en kende een lastige slotfase met aankomst heuvelop. Philippe Gilbert, die al het hele seizoen uitermate succesvol was geweest, maakte zijn favorietenrol waar en kwam met enkele seconden voorsprong als eerste over de streep. De grootste tijdverschillen ontstonden echter door een valpartij op circa tien kilometer van de finish, waardoor onder andere favoriet Alberto Contador meer dan een minuut verloor. De tweede etappe was een ploegentijdrit over 23 kilometer en werd gewonnen door Team Garmin-Cervélo, waarna Garmin-renner Thor Hushovd de gele trui overnam. Tyler Farrar won de derde rit door de snelste te zijn in de eerste massasprint van de ronde.
Etappe 4 werd net als de eerste etappe gekenmerkt door een lastige slotklim. Gilbert gold wederom als favoriet, maar hij bleek niet opgewassen tegen Cadel Evans, die in een eindsprint Contador nipt versloeg. Hushovd wist de koplopers bij te blijven en behield zo zijn leidende positie in het algemeen klassement. De vijfde, zesde en zevende etappe mondden alle drie uit in een massasprint en werden gewonnen door respectievelijk Mark Cavendish, Edvald Boasson Hagen en nogmaals Cavendish. Ook tijdens deze ritten vonden weer valpartijen plaats waardoor veel renners, onder wie enkele kansrijke klassementsrenners, averij en een achterstand opliepen. Anderen zoals onder meer Janez Brajkovič, Tom Boonen en Bradley Wiggins moesten zelfs opgeven.
De achtste etappe werd gewonnen door een vluchter. De Portugees Rui Costa wist na een lange ontsnapping Philippe Gilbert en de andere achtervolgers nipt voor te blijven. Thor Hushovd kon zijn gele trui na deze rit verrassend genoeg nog behouden, maar zou deze een dag later, in de negende etappe, alsnog verliezen en wel aan Thomas Voeckler. Net als in de voorgaande rit bleef in deze etappe een kopgroep vooruit, waarna Luis León Sánchez de reeds genoemde Voeckler en Sandy Casar in de sprint te snel af was. Het peloton volgde enkele minuten later. Ook nu vonden er tal van valpartijen plaats: Aleksandr Vinokoerov, Jurgen Van den Broeck, Frederik Willems en David Zabriskie moesten wegens een val opgeven en Juan Antonio Flecha en Johnny Hoogerland verdwenen uit de kopgroep nadat ze door een passerende televisiewagen ten val waren gebracht. Door alle valpartijen kwam de kopgroep met daarin de Fransman Thomas Voeckler op bijna 4 minuten voorsprong binnen, dit leverde de Fransman de gele trui op.

### Na de eerste rustdag
Na een rustdag volgden twee relatief gemakkelijke dagen: de tiende etappe en de elfde etappe waren vlakke ritten die beiden uitmondden in een massasprint. Daarna trok het peloton de Pyreneeën in. De eerste echte bergrit naar het skigebied Luz-Ardiden werd een prooi voor de ontsnapte Samuel Sánchez, die hiermee ook de bolletjestrui behaalde. Waar iedereen verwachtte dat de Spanjaard Alberto Contador de aanval op zou zoeken in deze eerste bergrit, werd duidelijk dat hij nog niet in vorm was. De gebroeders Schleck werkten goed samen en uiteindelijk kon Fränk Schleck nog enkele secondes winst pakken.
De tweede bergrit was een relatief makkelijke bergrit, hierbij moest wel de beruchte Col d'Aubisque beklommen worden. Een kopgroep van tien man ontsnapte aan het peloton, hierin zaten onder andere de wereldkampioen Thor Hushovd en de Nederlander Maarten Tjallingii. Op de Col d'Aubisque was Thor Hushovd de eerste die aanviel, hij werd achtervolgd door Jérémy Roy en David Moncoutié. Roy kwam als eerste boven en nam zo de bolletjestrui over van Samuel Sánchez. In het vervolg van de etappe gingen Hushovd en Moncoutié achter Roy aan. Uiteindelijk bleek Hushovd de sterkste nadat hij Moncoutié gelost had en hetzelfde deed met Roy. Ook de laatste Pyreneeënrit, naar Plateau de Beille, stond garant voor actie. Nadat op de slotklim een kopgroep werd ingehaald door de klassementsrenners, plaatste de Belg Jelle Vanendert, die op Luz-Ardiden nog net naast de winst greep, een winstgevende demarrage. Op de klim naar de top bleek ook dat de gebroeders Schleck niet meer zo overmachtig waren. Ook hier kon Voeckler makkelijk zijn gele trui verdedigen.
De dag voor de rustdag was voorlopig de laatste kans voor de sprinters. Hiervan profiteerde Team HTC-High Road optimaal. Nadat ze de achterstand op een kopgroep ongedaan hadden gemaakt, maakte Mark Cavendish het klusje af. Dit was de vierde zege voor de Brit in deze ronde.

### Na de tweede rustdag
Na de rustdag stond eerst een minder zware etappe te wachten voordat de Alpen werd ingetrokken. In deze zogenaamde heuveletappe was het mede door het slechte weer niet mogelijk om de etappe te controleren vanuit het peloton. Hierdoor kon een kopgroep, die na veel moeite kon ontstaan, gaan strijden om de overwinning. Na een goede afdaling van de enige berg in de rit door de Noren Thor Hushovd en Edvald Boasson Hagen en Canadees Ryder Hesjedal bleek Hushovd de sterkste. Hij tekende voor zijn tweede overwinning. Achter deze koplopers plaatste ook Alberto Contador meerdere aanvallen op de Col de Manse van de tweede categorie. Hiertegen bleken de gebroeders Schleck en geletruidrager Thomas Voeckler niet opgewassen. Samen met Cadel Evans en Samuel Sánchez bereikte Contador de top. Door een sterke afdaling van Evans, liep Contador toch nog schade op: hij verloor 3 seconden. Voeckler verloor wel tijd, maar kon met nog altijd een riante voorsprong aan de Alpen beginnen.
De eerste Alpenrit bracht weinig wijzigingen in de stand teweeg. Ze ging naar Edvald Boasson Hagen die via een sterke solo de vierde etappe voor Noorwegen binnenhaalde en zijn tweede in deze tour.
Tijdens de volgende Alpenetappe kwam de lang verwachte aanval van Andy Schleck. Hij liet het peloton van de favorieten achter. Voornaamste slachtoffers waren Alberto Contador en Samuel Sánchez die ook geen verweer hadden toen Evans in de tegenaanval ging. Andy won met twee minuten voorsprong op zijn broer Fränk. Evans beperkte de achterstand en Voeckler behield nipt de gele trui. Een omvangrijke "bus", met onder meer Cavendish was buiten tijd en moest terug opgevist worden.

Gele trui gesigneerd door Andy Schleck.

In de koninginnenrit naar de Alpe d'Huez waagde Contador reeds vroeg zijn kans om zijn achterstand op de favorieten in te halen. Maar Andy Schleck haalde hem bij. Eén voor één kwamen de andere favorieten terug, zodat aan de voet van de eindklim alles te herbeginnen was. Ook Voeckler was mee, trouw gesteund door zijn meesterknecht Pierre Rolland. Opnieuw sprong Contador weg en Andy moest hem laten gaan. Verrassend gingen Sánchez en Rolland wel in de achtervolging op de leeggereden Contador, die hen moest laten voorgaan. In de laatste 2 km zorgde Rolland voor de verrassing van de dag door solo de top te bereiken en de eerste Franse etappezege te behalen. Veel later dan verwacht verloor Voeckler uiteindelijk in deze etappe de gele trui. Hij verloor 2.5 minuut op beide Schlecks en Evans. Andy Schleck was de nieuwe klassementsleider, maar met minder dan een minuut voorsprong op Fränk Schleck en Evans.

### De ontknoping
Op de voorlaatste dag van de Tour stonden drie potentiële winnaars op minder dan één minuut van elkaar aan de start van de tijdrit. Andy Schleck had een sterke tijd nodig om Evans van zich af te houden. Maar Evans toonde zich zoals verwacht de betere tijdrijder en liet Andy met meer dan 2'30" achter zich en nam de gele trui van hem over. Winnaar werd evenwel verrassend Tony Martin terwijl Thomas De Gendt een eervolle vierde plaats behaalde.
In de laatste rit met het criterium op de Champs-Élysées werd enkel nog gestreden voor de etappezege. Mark Cavendish en zijn ploeg Team HTC-High Road toonden dat ze met overmacht het sterkste spurtersteam hadden. Cavendish won gemakkelijk de etappe, zijn vijfde in deze Tour en de twintigste in totaal. Hij ging met de groene trui naar huis. De bolletjestrui bleef bij Samuel Sanchéz, voor Jelle Vanendert, die in de Alpen niet had kunnen bevestigen.
Voor het eerst in de geschiedenis van de Tour won een Australiër. Eveneens voor het eerst stonden op trapje twee en drie twee broers : Andy en Fränk Schleck. Pierre Rolland tooide zich met de witte jongerentrui en Team Garmin-Cervélo was de sterkste ploeg.

## Etappe-overzicht
| Datum   | Etappe  | Start-Finish                                        | Afstand | Type                | Winnaar | Ploeg | Klassementsleider |         |
| ------- | ------- | --------------------------------------------------- | ------- | ------------------- | --- | --- | ----------------- | ------- |
| 2 juli  | 1       | Passage du Gois - Mont des Alouettes (Les Herbiers) | 191,5   | Vlakke rit          | Philippe Gilbert                                                                                                 | Omega Pharma-Lotto                                                                                               | Philippe Gilbert  |         |
| 3 juli  | 2       | Les Essarts - Les Essarts                           | 23      | Ploegentijdrit      | Team Garmin-Cervélo (Hushovd, Danielson, Dean, Farrar, Hesjedal, Millar, Navardauskas, Vande Velde en Zabriskie) | Team Garmin-Cervélo (Hushovd, Danielson, Dean, Farrar, Hesjedal, Millar, Navardauskas, Vande Velde en Zabriskie) | Thor Hushovd      |         |
| 4 juli  | 3       | Olonne-sur-Mer - Redon                              | 198     | Vlakke rit          | Tyler Farrar | Team Garmin-Cervélo                                                                                              | Thor Hushovd      |         |
| 5 juli  | 4       | Lorient - Mûr de Bretagne                           | 172,5   | Heuvelrit           | Cadel Evans | BMC Racing Team                                                                                                  | Thor Hushovd      |         |
| 6 juli  | 5       | Carhaix - Cap Fréhel                                | 164,5   | Vlakke rit          | Mark Cavendish                                                                                                   | Team HTC-High Road                                                                                               | Thor Hushovd      |         |
| 7 juli  | 6       | Dinan - Lisieux                                     | 226,5   | Vlakke rit          | Edvald Boasson Hagen                                                                                             | Sky ProCycling                                                                                                   | Thor Hushovd      |         |
| 8 juli  | 7       | Le Mans - Châteauroux                               | 218     | Vlakke rit          | Mark Cavendish                                                                                                   | Team HTC-High Road                                                                                               | Thor Hushovd      |         |
| 9 juli  | 8       | Aigurande - Super Besse                             | 189     | Heuvelrit           | Rui Costa | Team Movistar | Thor Hushovd      |         |
| 10 juli | 9       | Issoire - Saint-Flour                               | 208     | Heuvelrit           | Luis León Sánchez                                                                                                | Rabobank | Thomas Voeckler   |         |
| 11 juli | Rustdag | Rustdag                                             | Rustdag | Rustdag             | Rustdag | Rustdag | Rustdag           | Rustdag |
| 12 juli | 10      | Aurillac - Carmaux                                  | 158     | Vlakke rit          | André Greipel | Omega Pharma-Lotto                                                                                               | Thomas Voeckler   |         |
| 13 juli | 11      | Blaye-Les-Mines - Lavaur                            | 167,5   | Vlakke rit          | Mark Cavendish                                                                                                   | Team HTC-High Road                                                                                               | Thomas Voeckler   |         |
| 14 juli | 12      | Cugnaux - Luz-Ardiden                               | 211     | Bergrit             | Samuel Sánchez                                                                                                   | Euskaltel-Euskadi                                                                                                | Thomas Voeckler   |         |
| 15 juli | 13      | Pau - Lourdes                                       | 152,5   | Bergrit             | Thor Hushovd | Team Garmin-Cervélo                                                                                              | Thomas Voeckler   |         |
| 16 juli | 14      | Saint-Gaudens - Plateau de Beille                   | 168,5   | Bergrit             | Jelle Vanendert                                                                                                  | Omega Pharma-Lotto                                                                                               | Thomas Voeckler   |         |
| 17 juli | 15      | Limoux - Montpellier                                | 192,5   | Vlakke rit          | Mark Cavendish                                                                                                   | Team HTC-High Road                                                                                               | Thomas Voeckler   |         |
| 18 juli | Rustdag | Rustdag                                             | Rustdag | Rustdag             | Rustdag | Rustdag | Rustdag           | Rustdag |
| 19 juli | 16      | Saint-Paul-Trois-Châteaux - Gap                     | 162,5   | Heuvelrit           | Thor Hushovd | Team Garmin-Cervélo                                                                                              | Thomas Voeckler   |         |
| 20 juli | 17      | Gap - Pinerolo                                      | 179     | Bergrit             | Edvald Boasson Hagen                                                                                             | Sky ProCycling                                                                                                   | Thomas Voeckler   |         |
| 21 juli | 18      | Pinerolo - Col du Galibier                          | 200,5   | Bergrit             | Andy Schleck | Team Leopard-Trek                                                                                                | Thomas Voeckler   |         |
| 22 juli | 19      | Modane - Alpe d'Huez                                | 109,5   | Bergrit             | Pierre Rolland                                                                                                   | Team Europcar | Andy Schleck      |         |
| 23 juli | 20      | Grenoble - Grenoble                                 | 42,5    | Individuele tijdrit | Tony Martin | Team HTC-High Road                                                                                               | Cadel Evans       |         |
| 24 juli | 21      | Créteil - Parijs (Champs-Élysées)                   | 95      | Vlakke rit          | Mark Cavendish                                                                                                   | Team HTC-High Road                                                                                               | Cadel Evans       |         |

## Klassementsleiders na elke etappe
| Etappe 0       | Algemeen klassement | Puntenklassement   | Bergklassement     | Jongerenklassement | Ploegenklassement   | Strijdlust                              |
| -------------- | ------------------- | ------------------ | ------------------ | ------------------ | ------------------- | --------------------------------------- |
| 1              | Philippe Gilbert    | Philippe Gilbert   | Philippe Gilbert   | Geraint Thomas     | Omega Pharma-Lotto  | Perrig Quéméneur                        |
| 2              | Thor Hushovd        | Philippe Gilbert   | Philippe Gilbert   | Geraint Thomas     | Team Garmin-Cervélo | niet uitgereikt                         |
| 3              | Thor Hushovd        | José Joaquín Rojas | Philippe Gilbert   | Geraint Thomas     | Team Garmin-Cervélo | Mickaël Delage                          |
| 4              | Thor Hushovd        | José Joaquín Rojas | Cadel Evans        | Geraint Thomas     | Team Garmin-Cervélo | Jérémy Roy                              |
| 5              | Thor Hushovd        | Philippe Gilbert   | Cadel Evans        | Geraint Thomas     | Team Garmin-Cervélo | José Iván Gutiérrez                     |
| 6              | Thor Hushovd        | Philippe Gilbert   | Johnny Hoogerland  | Geraint Thomas     | Team Garmin-Cervélo | Adriano Malori                          |
| 7              | Thor Hushovd        | José Joaquín Rojas | Johnny Hoogerland  | Robert Gesink      | Team Garmin-Cervélo | Yannick Talabardon                      |
| 8              | Thor Hushovd        | Philippe Gilbert   | Tejay van Garderen | Robert Gesink      | Team Garmin-Cervélo | Tejay van Garderen                      |
| 9              | Thomas Voeckler     | Philippe Gilbert   | Johnny Hoogerland  | Robert Gesink      | Team Europcar       | Juan Antonio Flecha & Johnny Hoogerland |
| 10             | Thomas Voeckler     | Philippe Gilbert   | Johnny Hoogerland  | Robert Gesink      | Team Europcar       | Marco Marcato                           |
| 11             | Thomas Voeckler     | Mark Cavendish     | Johnny Hoogerland  | Robert Gesink      | Team Europcar       | Mickaël Delage                          |
| 12             | Thomas Voeckler     | Mark Cavendish     | Samuel Sánchez     | Arnold Jeannesson  | Team Leopard-Trek   | Geraint Thomas                          |
| 13             | Thomas Voeckler     | Mark Cavendish     | Jérémy Roy         | Arnold Jeannesson  | Team Garmin-Cervélo | Jérémy Roy                              |
| 14             | Thomas Voeckler     | Mark Cavendish     | Jelle Vanendert    | Rigoberto Urán     | Team Leopard-Trek   | Sandy Casar                             |
| 15             | Thomas Voeckler     | Mark Cavendish     | Jelle Vanendert    | Rigoberto Urán     | Team Leopard-Trek   | Niki Terpstra                           |
| 16             | Thomas Voeckler     | Mark Cavendish     | Jelle Vanendert    | Rigoberto Urán     | Team Garmin-Cervélo | Michail Ignatiev                        |
| 17             | Thomas Voeckler     | Mark Cavendish     | Jelle Vanendert    | Rigoberto Urán     | Team Garmin-Cervélo | Rubén Pérez                             |
| 18             | Thomas Voeckler     | Mark Cavendish     | Jelle Vanendert    | Rein Taaramäe      | Team Garmin-Cervélo | Andy Schleck                            |
| 19             | Andy Schleck        | Mark Cavendish     | Samuel Sánchez     | Pierre Rolland     | Team Garmin-Cervélo | Alberto Contador                        |
| 20             | Cadel Evans         | Mark Cavendish     | Samuel Sánchez     | Pierre Rolland     | Team Garmin-Cervélo | niet uitgereikt                         |
| 21             | Cadel Evans         | Mark Cavendish     | Samuel Sánchez     | Pierre Rolland     | Team Garmin-Cervélo | niet uitgereikt                         |
| Eindklassement | Cadel Evans         | Mark Cavendish     | Samuel Sánchez     | Pierre Rolland     | Team Garmin-Cervélo | Jérémy Roy                              |

## Achtergrondperikelen

### Nieuwe puntentelling
De puntentelling voor het puntenklassement en het bergklassement wordt geheel hernieuwd. Het is de bedoeling ervoor te zorgen dat de groene en de bolletjestrui werkelijk toegewezen wordt aan respectievelijk de beste sprinter en beste klimmer.
Voor het puntenklassement veranderde enkel de puntenverdeling bij tussensprints. Er is telkens maar één tussensprint, die ongeveer halverwege de etappe betwist wordt. Daar krijgen nu de eerste vijftien renners punten (20-17-15-13-11-10-9-8-7-6-5-4-3-2-1), waar dat vroeger maar de eerste drie betrof. Ook de puntentelling aan de aankomst is aangepast, in een vlakke etappe krijgt de ritwinnaar 45 punten (was 35), in een heuveletappe 30 punten en in een echte bergetappe 20 punten. Ook hier krijgen de eerste 15 renners punten.
Voor het bergklassement komen in deze ronde minder renners in aanmerking voor punten: voor de buitencategorie de eerste zes (20-16-12-8-4-2), voor beklimmingen van de 1e categorie de eerste zes (10-8-6-4-2-1), voor beklimmingen van de 2e categorie de eerste vier (5-3-2-1), voor beklimmingen van de 3e categorie: eerste twee (2-1) en voor beklimmingen van de 4e categorie: enkel de eerste (1). Bij een aankomst bergop in 2e, 1e of buitencategorie worden de punten verdubbeld. Dit geldt in deze Tour voor de etappes 12, 14, 18 en 19.

### Diskwalificaties
Sinds er nog maar een tussensprint in de etappe is, is deze tussensprint te vergelijken met een massasprint. Met de komst van deze nieuwe regel is ook een stijging in het aantal diskwalificaties duidelijk merkbaar.
Aan het einde van de derde etappe moesten de Noor Thor Hushovd en de Brit Mark Cavendish de punten die zij veroverd hadden in de tussensprint weer inleveren. Beide renners werden aan het einde van de etappe door de wedstrijdjury uit de uitslag van de tussensprint geschrapt. Dit omdat, volgens de wedstrijdjury, beide renners een aantal overtredingen hadden begaan tijdens de tussensprint in Saint-Hilaire-de-Chaléons: Hushovd zou te veel van zijn lijn zijn afgeweken in een poging Cavendish de spurt te belemmeren, terwijl Cavendish zelf werd gediskwalificeerd omdat hij met een kopstoot probeerde voorbij de Noor te komen.
De Spanjaard José Joaquín Rojas en de Belg Tom Boonen werden bij de tussensprint in de vijfde etappe gediskwalificeerd. Beide sprinters waren met een hevige spurt bezig toen ze van de lijn afweken en daarbij de Brit Mark Cavendish de pas af sneden. De tussensprint vond plaats in Goudelin. Vooral voor Rojas was deze diskwalificatie er een met grote gevolgen: hij was vlak na de etappe al gehuldigd als leider van het puntenklassement, maar moest deze leiderspositie na de diskwalificatie afstaan aan de Belg Philippe Gilbert.

## Klassementen
| Algemeen Klassement |                        |                     |           |
| Plaats              | Naam                   | Ploeg               | Tijd      |
| Gele trui           | Cadel Evans            | BMC Racing Team     | 86u12'22" |
| 2                   | Andy Schleck           | Team Leopard-Trek   | op 01'34" |
| 3                   | Fränk Schleck          | Team Leopard-Trek   | op 02'30" |
| 4                   | Thomas Voeckler        | Team Europcar       | op 03'20" |
| 5                   | Samuel Sánchez         | Euskaltel-Euskadi   | op 04'55" |
| 6                   | Damiano Cunego         | Lampre-ISD          | op 06'05" |
| 7                   | Ivan Basso             | Liquigas-Cannondale | op 07'23" |
| 8                   | Tom Danielson          | Team Garmin-Cervélo | op 08'15" |
| 9                   | Jean-Christophe Péraud | AG2R-La Mondiale    | op 10'11" |
| 10                  | Pierre Rolland         | Team Europcar       | op 10'43" |
|                     |                        |                     |           |
| 12                  | Kevin De Weert         | Quick Step          | op 16'29" |
| 21                  | Rob Ruijgh             | Vacansoleil-DCM     | op 33'04" |

| Ploegenklassement |                             |             |
| Plaats            | Ploeg                       | Tijd        |
|                   | Team Garmin-Cervélo         | 258u18'49"  |
| 2                 | Team Leopard-Trek           | op 11'04"   |
| 3                 | AG2R-La Mondiale            | op 11'20"   |
| 4                 | Team Europcar               | op 41'53"   |
| 5                 | Euskaltel-Euskadi           | op 52'00"   |
| 6                 | Sky ProCycling              | op 58'24"   |
| 7                 | Team Katjoesja              | op 1u09'39" |
| 8                 | Saxo Bank-Sungard           | op 1u16'12" |
| 9                 | Française des Jeux          | op 1u30'16" |
| 10                | Cofidis, le crédit en ligne | op 1u47'29" |

## Nevenklassementen
| Puntenklassement |                    |                    |        |
| Plaats           | Naam               | Ploeg              | Punten |
| Groene trui      | Mark Cavendish     | Team HTC-High Road | 334    |
| 2                | José Joaquín Rojas | Team Movistar      | 272    |
| 3                | Philippe Gilbert   | Omega Pharma-Lotto | 236    |
|                  |                    |                    |        |
| 40               | Johnny Hoogerland  | Vacansoleil-DCM    | 31     |

| Bergklassement |                   |                    |        |
| Plaats         | Naam              | Ploeg              | Punten |
| Bolletjestrui  | Samuel Sánchez    | Euskaltel-Euskadi  | 108    |
| 2              | Andy Schleck      | Team Leopard-Trek  | 98     |
| 3              | Jelle Vanendert   | Omega Pharma-Lotto | 74     |
|                |                   |                    |        |
| 10             | Johnny Hoogerland | Vacansoleil-DCM    | 40     |

| Jongerenklassement |                 |                             |             |
| Plaats             | Naam            | Ploeg                       | Tijd        |
| Witte trui         | Pierre Rolland  | Team Europcar               | 86u23'05"   |
| 2                  | Rein Taaramäe   | Cofidis, le crédit en ligne | op 00'46"   |
| 3                  | Jérôme Coppel   | Saur-Sojasun                | op 07'53"   |
|                    |                 |                             |             |
| 5                  | Rob Ruijgh      | Vacansoleil-DCM             | op 22'21"   |
| 13                 | Thomas De Gendt | Vacansoleil-DCM             | op 1u42'55" |

## Prijzen
In totaal wordt er voor 3,5 miljoen euro aan prijzengeld uitgereikt. Hieronder een sterk vereenvoudigde weergave waarbij diverse bedragen zijn weggelaten of samengevoegd. Zie voor een volledig overzicht de officiële Tour-website letour.fr. De leiders van de klassementen krijgen de geldprijs, dit zijn niet altijd de daadwerkelijke dragers van de trui.
| Prijzen voor de verschillende classificaties |           |           |           |          |          |          |          |         |         |         |                    |                                                                     |
| Klassement                                   | 1e        | 2e        | 3e        | 4e       | 5e       | 6e       | 7e       | 8e      | 9e      | 10e     | Leider, per etappe | Opmerkingen                                                         |
| Algemeen Klassement                          | € 450.000 | € 200.000 | € 100.000 | € 70.000 | € 50.000 | € 23.000 | € 11.500 | € 7.600 | € 4.500 | € 3.800 | € 350              | De andere renners krijgen een prijs variërend van € 3.000 tot € 400 |
| Puntenklassement                             | € 25.000  | € 15.000  | € 10.000  | € 4.000  | € 3.500  | € 3.000  | € 2.500  | € 2.000 | Geen    | Geen    | € 300              |                                                                     |
| Bergklassement                               | € 25.000  | € 15.000  | € 10.000  | € 4.000  | € 3.500  | € 3.000  | € 2.500  | € 2.000 | Geen    | Geen    | € 300              |                                                                     |
| Jongerenklassement                           | € 20.000  | € 15.000  | € 10.000  | € 5.000  | Geen     | Geen     | Geen     | Geen    | Geen    | Geen    | € 300              |                                                                     |
| Per ploeg                                    | € 50.000  | € 30.000  | € 20.000  | € 12.000 | € 8.000  | Geen     | Geen     | Geen    | Geen    | Geen    | Geen               |                                                                     |
| Strijdlustigste renner                       | € 20.000  | Geen      | Geen      | Geen     | Geen     | Geen     | Geen     | Geen    | Geen    | Geen    | Geen               |                                                                     |

| Prijs voor de verschillende etappes   |          |         |         |         |       |       |       |       |       |       |                                     |
| Positie                               | 1e       | 2e      | 3e      | 4e      | 5e    | 6e    | 7e    | 8e    | 9e    | 10e   | Opmerking                           |
| Winnaar Etappe of Individuele tijdrit | € 8.000  | € 4.000 | € 2.000 | € 1.200 | € 830 | € 780 | € 730 | € 670 | € 650 | € 600 | Afnemende tot de 20e renner (200 €) |
| Winnaar teamtijdrit                   | € 10.000 | € 5.000 | € 2.500 | € 1.000 | € 800 | € 700 | € 600 | € 600 | € 500 | € 500 | Afnemende tot de 20e renner (200 €) |
| Tussensprints                         | € 1.500  | € 1.000 | € 500   | Geen    | Geen  | Geen  | Geen  | Geen  | Geen  | Geen  | 1 tussensprint per etappe           |
| Berg in de buitencategorie            | € 800    | € 450   | € 300   | Geen    | Geen  | Geen  | Geen  | Geen  | Geen  | Geen  |                                     |
| Berg van de 1e categorie              | € 650    | € 400   | € 150   | Geen    | Geen  | Geen  | Geen  | Geen  | Geen  | Geen  |                                     |
| Berg van de 2e categorie              | € 500    | € 250   | Geen    | Geen    | Geen  | Geen  | Geen  | Geen  | Geen  | Geen  |                                     |
| Berg van de 3e categorie              | € 300    | Geen    | Geen    | Geen    | Geen  | Geen  | Geen  | Geen  | Geen  | Geen  |                                     |
| Berg van de 4e categorie              | € 200    | Geen    | Geen    | Geen    | Geen  | Geen  | Geen  | Geen  | Geen  | Geen  |                                     |
| Drager van de witte trui              | € 500    | Geen    | Geen    | Geen    | Geen  | Geen  | Geen  | Geen  | Geen  | Geen  |                                     |
| Strijdlustigste renner                | € 2.000  | Geen    | Geen    | Geen    | Geen  | Geen  | Geen  | Geen  | Geen  | Geen  | Niet uitgereikt bij tijdritten      |
| Teams                                 | € 2.800  | Geen    | Geen    | Geen    | Geen  | Geen  | Geen  | Geen  | Geen  | Geen  | Beste team in de etappe             |

1e etappe ·
2e etappe ·
3e etappe ·
4e etappe ·
5e etappe ·
6e etappe ·
7e etappe ·
8e etappe ·
9e etappe ·
10e etappe ·
11e etappe ·
12e etappe ·
13e etappe ·
14e etappe ·
15e etappe ·
16e etappe ·
17e etappe ·
18e etappe ·
19e etappe ·
20e etappe ·
21e etappe
Startlijst · Eindstanden · Afbeeldingen
 winnaars gele trui · 
 puntenklassement · 
 bergklassement · 
 jongerenklassement · 
 tussensprintklassement · 
 combinatieklassement · 
 ploegenklassement · 
 strijdlust · 
rode lantaarn
records · meeste deelnames · ranglijst etappewinnaars · bekende beklimmingen · valpartijen · dopinggevallen · Grand Départ · Souvenir Henri Desgrange
1903 · 
1904 · 
1905 · 
1906 · 
1907 · 
1908 · 
1909 · 
1910 · 
1911 · 
1912 · 
1913 · 
1914 ·
1915 ·
1916 ·
1917 ·
1918 · 
1919 · 
1920 · 
1921 · 
1922 · 
1923 · 
1924 · 
1925 · 
1926 · 
1927 · 
1928 · 
1929 · 
1930 · 
1931 · 
1932 · 
1933 · 
1934 · 
1935 · 
1936 · 
1937 · 
1938 · 
1939 · 
1940 ·
1941 ·
1942 ·
1943 ·
1944 ·
1945 ·
1946 ·
1947 · 
1948 · 
1949 · 
1950 · 
1951 · 
1952 · 
1953 · 
1954 · 
1955 · 
1956 · 
1957 · 
1958 · 
1959 · 
1960 · 
1961 · 
1962 · 
1963 · 
1964 · 
1965 · 
1966 · 
1967 · 
1968 · 
1969 · 
1970 · 
1971 · 
1972 · 
1973 · 
1974 · 
1975 · 
1976 · 
1977 · 
1978 · 
1979 · 
1980 · 
1981 · 
1982 · 
1983 · 
1984 · 
1985 · 
1986 · 
1987 · 
1988 · 
1989 · 
1990 · 
1991 · 
1992 · 
1993 · 
1994 · 
1995 · 
1996 · 
1997 · 
1998 · 
1999 · 
2000 · 
2001 · 
2002 · 
2003 · 
2004 · 
2005 · 
2006 · 
2007 · 
2008 · 
2009 · 
2010 · 
2011 · 
2012 · 
2013 · 
2014 · 
2015 · 
2016 · 
2017 · 
2018 · 
2019 ·
2020 · 
2021 · 
2022 · 
2023 · 
2024 · 
2025
 Tour Down Under · 
 Parijs-Nice · 
 Tirreno-Adriatico · 
 Milaan-San Remo · 
 Ronde van Catalonië · 
 Gent-Wevelgem · 
 Ronde van Vlaanderen · 
 Ronde van het Baskenland · 
 Parijs-Roubaix · 
 Amstel Gold Race · 
 Waalse Pijl · 
 Luik-Bastenaken-Luik · 
 Ronde van Romandië · 
 Ronde van Italië · 
 Critérium du Dauphiné · 
 Ronde van Zwitserland · 
 Ronde van Frankrijk · 
 Clásica San Sebastián · 
 Ronde van Polen · 
  Eneco Tour · 
 Ronde van Spanje · 
 Vattenfall Cyclassics · 
 GP Ouest France-Plouay · 
 Grote Prijs van Quebec · 
 Grote Prijs van Montreal · 
 Ronde van Peking · 
 Ronde van Lombardije